# یواس‌اس کاجرونا (اس‌پی-۳۸۹)
یواس‌اس کاجرونا (اس‌پی-۳۸۹) (به انگلیسی: USS Kajeruna (SP-389)) یک کشتی بود که طول آن ۱۵۳ فوت (۴۷ متر) بود. این کشتی در سال ۱۹۰۲ ساخته شد.